# Щучья Южка
Щучья Южка, Щучья-Южка — река в Вытегорском районе Вологодской области России, левый приток Юги.
Вытекает из озера Щучьего, течёт на запад в безлюдной болотистой местности на территории Андомского сельского поселения, впадает в Югу в 5 км от её устья. Длина реки составляет 10 км.

## Данные водного реестра
По данным государственного водного реестра России относится к Балтийскому бассейновому округу, водохозяйственный участок реки — Бассейн Онежского озера без рр. Шуя, Суна, Водла и Вытегра, речной подбассейн реки — Свирь (включая реки бассейна Онежского озера). Относится к речному бассейну реки Нева (включая бассейны рек Онежского и Ладожского озера).
Код объекта в государственном водном реестре — 01040100612102000017277.